# Mistrzostwa Świata Juniorów w Narciarstwie Klasycznym 2013
Mistrzostwa Świata Juniorów w Narciarstwie Klasycznym 2013 – zawody sportowe, które odbywały się w dniach od 20 do 27 stycznia 2013 roku w czeskim Libercu. Podczas mistrzostw zawodnicy rywalizowali w 21 konkurencjach w trzech dyscyplinach klasycznych: skokach narciarskich, kombinacji norweskiej i biegach narciarskich. W klasyfikacji medalowej zwyciężyli reprezentanci Rosji, którzy zdobyli także najwięcej medali (18, w tym 6 złotych, 7 srebrnych i 5 brązowych).

## Program
21 stycznia
- Biegi narciarskie - sprint (M/K)

22 stycznia
- Biegi narciarskie (U 23) - sprint (M/K)
- Kombinacja norweska - skocznia normalna, 5 kilometrów indywidualnie (M)

23 stycznia
- Biegi narciarskie - 5 kilometrów (K), 10 kilometrów (M)
- Skoki narciarskie - skocznia normalna indywidualnie (K)
- Skoki narciarskie - skocznia normalna indywidualnie (M)

24 stycznia
- Biegi narciarskie (U 23) - 10 kilometrów (K), 15 kilometrów (M)
- Kombinacja norweska - skocznia normalna, 10 kilometrów (M)

25 stycznia
- Biegi narciarskie - 10 kilometrów łączony (K), 20 kilometrów łączony (M)
- Skoki narciarskie - skocznia normalna drużynowo (K)
- Skoki narciarskie - skocznia normalna drużynowo (M)

26 stycznia
- Biegi narciarskie (U 23) - 15 kilometrów łączony (K), 30 kilometrów łączony (M)
- Kombinacja norweska - skocznia normalna, 5 kilometrów drużynowo (M)

27 stycznia
- Biegi narciarskie - sztafeta 4x3,3 kilometrów (K), 4x5 kilometrów (M)

## Medaliści

### Biegi narciarskie - juniorzy
Mężczyźni
| Konkurencja                    | Data             | Złoto                                                                         | Srebro                                                                               | Brąz                                                                  |
| ------------------------------ | ---------------- | ----------------------------------------------------------------------------- | ------------------------------------------------------------------------------------ | --------------------------------------------------------------------- |
| Sprint techniką klasyczną      | 21 stycznia 2013 | Lennart Metz                                                                  | Wadim Korolew                                                                        | Bjørn Vidar Suhr                                                      |
| Bieg łączony na 20 km          | 25 stycznia 2013 | Dmitrij Rostowcew                                                             | Artiom Malcew                                                                        | Aleksiej Czerwotkin                                                   |
| Bieg na 10 km techniką dowolną | 23 stycznia 2013 | Dmitrij Rostowcew                                                             | Artiom Malcew                                                                        | Martin Weisheit                                                       |
| Bieg sztafetowy 4x5 km         | 27 stycznia 2013 | Rosja Aleksiej Czerwotkin · Artiom Malcew · Roman Tarasow · Dmitrij Rostowcew | Norwegia Bjørn Vidar Suhr · Simen Hegstad Krüger · Magne Haga · Håvard Solås Taugbøl | Szwecja Oskar Svensson · Marcus Ruus · Oscar Ivars · Rasmus Hornfeldt |

Kobiety
| Konkurencja                   | Data             | Złoto                                                                  | Srebro                                                                                 | Brąz                                                                   |
| ----------------------------- | ---------------- | ---------------------------------------------------------------------- | -------------------------------------------------------------------------------------- | ---------------------------------------------------------------------- |
| Sprint techniką klasyczną     | 21 stycznia 2013 | Stina Nilsson                                                          | Victoria Carl                                                                          | Jewgienija Oszczepkowa                                                 |
| Bieg łączony na 10 km         | 25 stycznia 2013 | Teresa Stadlober                                                       | Nadieżda Szuniajewa                                                                    | Alisa Żambałowa                                                        |
| Bieg na 5 km techniką dowolną | 23 stycznia 2013 | Victoria Carl                                                          | Teresa Stadlober                                                                       | Anastasija Siedowa                                                     |
| Bieg sztafetowy 4x3,3 km      | 27 stycznia 2013 | Szwecja Julia Svan · Sofia Henriksson · Jonna Sundling · Stina Nilsson | Rosja Alisa Żambałowa · Natalja Niepriajewa · Anastasija Siedowa · Nadieżda Szuniajewa | Niemcy Laura Gimmler · Katharina Hennig · Julia Belger · Victoria Carl |

### Biegi narciarskie - U 23
Mężczyźni
| Konkurencja                    | Data             | Złoto               | Srebro           | Brąz             |
| ------------------------------ | ---------------- | ------------------- | ---------------- | ---------------- |
| Bieg na 15 km techniką dowolną | 24 stycznia 2013 | Siergiej Ustiugow   | Jewgienij Biełow | Thomas Bing      |
| Bieg łączony na 30 km          | 26 stycznia 2013 | Siergiej Ustiugow   | Jewgienij Biełow | Mark Starostin   |
| Sprint techniką klasyczną      | 22 stycznia 2013 | Federico Pellegrino | Juho Mikkonen    | Jewgienij Biełow |

Kobiety
| Konkurencja                    | Data             | Złoto           | Srebro             | Brąz            |
| ------------------------------ | ---------------- | --------------- | ------------------ | --------------- |
| Bieg na 10 km techniką dowolną | 24 stycznia 2013 | Ragnhild Haga   | Anastasija Słonowa | Debora Agreiter |
| Bieg łączony na 15 km          | 26 stycznia 2013 | Ragnhild Haga   | Debora Agreiter    | Kari Øyre Slind |
| Sprint techniką klasyczną      | 22 stycznia 2013 | Jelena Sobolewa | Sandra Ringwald    | Hanna Kolb      |

### Skoki narciarskie
Mężczyźni
| Konkurencja                       | Data             | Złoto                                                            | Srebro                                                                               | Brąz                                                                     |
| --------------------------------- | ---------------- | ---------------------------------------------------------------- | ------------------------------------------------------------------------------------ | ------------------------------------------------------------------------ |
| Skocznia normalna - indywidualnie | 24 stycznia 2013 | Jaka Hvala                                                       | Klemens Murańka                                                                      | Stefan Kraft                                                             |
| Skocznia normalna - drużynowo     | 26 stycznia 2013 | Słowenia Anže Semenič · Ernest Prišlič · Cene Prevc · Jaka Hvala | Polska Bartłomiej Kłusek · Krzysztof Biegun · Aleksander Zniszczoł · Klemens Murańka | Niemcy Karl Geiger · Michael Dreher · Tobias Löffler · Andreas Wellinger |

Kobiety
| Konkurencja                       | Data             | Złoto                                                           | Srebro                                                                | Brąz                                                                     |
| --------------------------------- | ---------------- | --------------------------------------------------------------- | --------------------------------------------------------------------- | ------------------------------------------------------------------------ |
| Skocznia normalna - indywidualnie | 24 stycznia 2013 | Sara Takanashi                                                  | Evelyn Insam                                                          | Katja Požun                                                              |
| Skocznia normalna - drużynowo     | 26 stycznia 2013 | Słowenia Urša Bogataj · Ema Klinec · Špela Rogelj · Katja Požun | Francja Léa Lemare · Océane Avocat Gros · Julia Clair · Coline Mattel | Niemcy Ramona Straub · Pauline Heßler · Svenja Würth · Katharina Althaus |

### Kombinacja norweska
Mężczyźni
| Konkurencja                                      | Data             | Złoto                                                              | Srebro                                                                       | Brąz                                                                   |
| ------------------------------------------------ | ---------------- | ------------------------------------------------------------------ | ---------------------------------------------------------------------------- | ---------------------------------------------------------------------- |
| Skocznia normalna, bieg na 10 km - indywidualnie | 23 stycznia 2013 | Manuel Faißt                                                       | David Welde                                                                  | Han-Hendrik Piho                                                       |
| Skocznia normalna, bieg na 5 km - indywidualnie  | 25 stycznia 2013 | Manuel Faißt                                                       | Theo Hannon                                                                  | Kristjan Ilves                                                         |
| Skocznia normalna, bieg na 4x5 km - drużynowo    | 26 stycznia 2013 | Niemcy Michael Schuller · Jakob Lange · David Welde · Manuel Faißt | Austria Franz-Josef Rehrl · Paul Gerstgraser · Thomas Jöbstl · Philipp Orter | Japonia Gō Yamamoto · Go Sonehara · Shota Horigome · Takehiro Watanabe |

## Tabela medalowa
| Klasyfikacja medalowa | Klasyfikacja medalowa | Klasyfikacja medalowa | Klasyfikacja medalowa | Klasyfikacja medalowa | Klasyfikacja medalowa |
| Lp.                   | Państwo               | złoto                 | srebro                | brąz                  | razem                 |
| --------------------- | --------------------- | --------------------- | --------------------- | --------------------- | --------------------- |
| 1.                    | Rosja                 | 6                     | 7                     | 5                     | 18                    |
| 2.                    | Niemcy                | 5                     | 3                     | 6                     | 14                    |
| 3.                    | Słowenia              | 3                     | 0                     | 1                     | 4                     |
| 4.                    | Norwegia              | 2                     | 1                     | 2                     | 5                     |
| 5.                    | Szwecja               | 2                     | 0                     | 1                     | 3                     |
| 6.                    | Austria               | 1                     | 2                     | 1                     | 4                     |
|                       | Włochy                | 1                     | 2                     | 1                     | 4                     |
| 8.                    | Japonia               | 1                     | 0                     | 1                     | 2                     |
| 9.                    | Francja               | 0                     | 2                     | 0                     | 2                     |
|                       | Polska                | 0                     | 2                     | 0                     | 2                     |
| 11.                   | Kazachstan            | 0                     | 1                     | 1                     | 2                     |
| 12.                   | Finlandia             | 0                     | 1                     | 0                     | 1                     |
| 13.                   | Estonia               | 0                     | 0                     | 2                     | 2                     |